# 国际人工智能联合会议
国际人工智能联合会议（International Joint Conference on Artificial Intelligence, 簡稱為IJCAI）是人工智能领域中最主要的学术会议之一，过去在单数年召开，自2016年起每年召开。

## 历年会议
- IJCAI-13: 中国北京
- IJCAI-11: 西班牙巴塞罗那
- IJCAI-09: 美国帕萨迪纳
- IJCAI-07: 印度海得拉巴
- IJCAI-05: 蘇格蘭愛丁堡
- IJCAI-03: 墨西哥阿卡普爾科
- IJCAI-01: 美國華盛頓州西雅圖
- IJCAI-99: 瑞典斯德哥爾摩
- IJCAI-97: 日本名古屋
- IJCAI-95: 加拿大滿地可
- IJCAI-93: 法國Chambery
- IJCAI-91: 澳洲悉尼
- IJCAI-89: 美國密歇根州底特律
- IJCAI-87: 意大利米蘭
- IJCAI-85: 美國加州洛杉磯
- IJCAI-83: 德國卡爾斯魯厄
- IJCAI-81: 加拿大溫哥華
- IJCAI-79: 日本東京
- IJCAI-77: 美國麻省劍橋
- IJCAI-75: 格魯吉亞第比利斯
- IJCAI-73: 美國加州士丹福
- IJCAI-71: 英國倫敦
- IJCAI-69: 美國華盛頓

## 特殊情况
因COVID-19疫情在全球蔓延，2020年的會議從2020年7月延後至2021年1月舉辦。